# Quick Step/Saison 2011
Dieser Artikel listet Erfolge und Mannschaft des Radsportteams Quick Step in der Saison 2011 auf.

## Erfolge in der UCI WorldTour
In den Rennen der Saison 2011 der UCI WorldTour gelangen die nachstehenden Erfolge.
| Datum    | Rennen        | Fahrer     |
| -------- | ------------- | ---------- |
| 27. März | Gent–Wevelgem | Tom Boonen |

## Erfolge in der UCI Asia Tour
In den Rennen der Saison 2011 der UCI Asia Tour gelangen die nachstehenden Erfolge.
| Datum      | Rennen                  | Kat. | Fahrer     |
| ---------- | ----------------------- | ---- | ---------- |
| 7. Februar | 1. Etappe Tour of Qatar | 2.1  | Tom Boonen |

## Erfolge in der UCI America Tour
In den Rennen der Saison 2011 der UCI America Tour gelangen die nachstehenden Erfolge.
| Datum    | Rennen                                       | Kat. | Fahrer       |
| -------- | -------------------------------------------- | ---- | ------------ |
| 25. Juni | Meisterschaft von Curaçao – Einzelzeitfahren | CN   | Marc de Maar |
| 26. Juni | Meisterschaft von Curaçao – Straßenrennen    | CN   | Marc de Maar |

## Erfolge in der UCI Europe Tour
In den Rennen der Saison 2011 der UCI Europe Tour gelangen die nachstehenden Erfolge.
| Datum         | Rennen                                     | Kat. | Fahrer                   |
| ------------- | ------------------------------------------ | ---- | ------------------------ |
| 16. März      | Nokere Koerse                              | 1.1  | Gert Steegmans           |
| 26. Juni      | Französische Meisterschaft – Straßenrennen | CN   | Sylvain Chavanel         |
| 4. September  | Grote Prijs Jef Scherens                   | 1.1  | Jérôme Pineau            |
| 21. September | Omloop van het Houtland Lichtervelde       | 1.1  | Guillaume Van Keirsbulck |

## Abgänge – Zugänge
| Zugänge                       | Team 2010                    | Abgänge             | Team 2011                       |
| ----------------------------- | ---------------------------- | ------------------- | ------------------------------- |
| Francesco Chicchi             | Liquigas-Doimo               | Branislau Samojlau  | Movistar Team                   |
| Marco Bandiera                | Katjuscha                    | Jurgen Van De Walle | Omega Pharma-Lotto              |
| Gerald Ciolek                 | Team Milram                  | Carlos Barredo      | Rabobank Cycling Team           |
| Niki Terpstra                 | Team Milram                  | Maarten Wijnants    | Rabobank Cycling Team           |
| Gert Steegmans                | Team RadioShack              | Matteo Tosatto      | Saxo Bank SunGard               |
| Kristof Vandewalle            | Topsport Vlaanderen-Mercator | Wouter Weylandt     | Team Leopard-Trek               |
| Marc de Maar                  | Unitedhealthcare-Maxxis      | Stijn Devolder      | Vacansoleil-DCM                 |
| Andy Cappelle                 | Verandas Willems             | Kurt Hovelynck      | Qin Cycling Team                |
| Jan Tratnik                   | Zheroquadro Radenska         | Kevin Hulsmans      | Qin Cycling Team                |
| Frédérique Robert             | Neoprofi                     | Thomas Kvist        | Glud & Marstrand-LRØ Rådgivning |
| Guillaume Van Keirsbulck      | Neoprofi                     | Mauro Facci         | Karriereende                    |
| Julien Vermote                | Neoprofi                     | Marco Velo          | Karriereende                    |
| Zdeněk Štybar (ab 1. März)    | Telenet-Fidea                | Andrej Kunizki      | Unbekannt                       |
| Matteo Trentin (ab 1. August) | Neoprofi                     |                     |                                 |

## Mannschaft
| Name                     | Geburtstag         | Nationalität |
| ------------------------ | ------------------ | ------------ |
| Marco Bandiera           | 12. Juni 1984      | Italien      |
| Tom Boonen               | 15. Oktober 1980   | Belgien      |
| Andy Cappelle            | 30. April 1979     | Belgien      |
| Dario Cataldo            | 17. März 1985      | Italien      |
| Sylvain Chavanel         | 30. Juni 1979      | Frankreich   |
| Francesco Chicchi        | 27. November 1980  | Italien      |
| Gerald Ciolek            | 19. September 1986 | Deutschland  |
| Kevin De Weert           | 27. Mai 1982       | Belgien      |
| Dries Devenyns           | 22. Juli 1983      | Belgien      |
| Addy Engels              | 16. Juni 1977      | Niederlande  |
| Iljo Keisse              | 21. Dezember 1982  | Belgien      |
| Marc de Maar             | 15. Februar 1984   | Curaçao      |
| Nikolas Maes             | 9. April 1986      | Belgien      |
| Davide Malacarne         | 11. Juli 1987      | Italien      |
| Jérôme Pineau            | 2. Januar 1980     | Frankreich   |
| Francesco Reda           | 19. November 1982  | Italien      |
| Frédérique Robert        | 25. Januar 1989    | Belgien      |
| Kevin Seeldraeyers       | 12. September 1986 | Belgien      |
| Andreas Stauff           | 22. Januar 1987    | Deutschland  |
| Gert Steegmans           | 30. September 1980 | Belgien      |
| Zdeněk Štybar            | 11. Dezember 1985  | Tschechien   |
| Niki Terpstra            | 18. Mai 1984       | Niederlande  |
| Jan Tratnik              | 23. Februar 1990   | Slowenien    |
| Matteo Trentin           | 2. August 1989     | Italien      |
| Kevin Van Impe           | 19. April 1981     | Belgien      |
| Guillaume Van Keirsbulck | 14. Februar 1991   | Belgien      |
| Kristof Vandewalle       | 5. April 1985      | Belgien      |
| Julien Vermote           | 26. Juli 1989      | Belgien      |

## Trikot

2010